# 永田富佐子
永田 富佐子（ながた ふさこ、1951年8月18日 - 2025年6月15日）は、長崎県佐世保市出身の日本の女子プロゴルファー。

## 経歴
佐世保市立福石中学校出身。長兄が勤務していた青梅カントリークラブ (東京都) にキャディとして就職し、ゴルフを始める。
1976年にプロテストに合格し、翌年日本女子プロゴルフ協会 (JLPGA) 入会。
1978年から1985年までは優勝なし。賞金ランキングは30位以内が続く。
1986年、週刊女性・JUNON女子オープンで通算6アンダー、2位・鈴木志保美に3打差でツアー初優勝。伊藤園レディスゴルフトーナメントでは黄玥珡とのプレーオフに敗れた。日本女子プロゴルフ選手権大会では首位の生駒佳与子ら3人に1打及ばず4位タイ。賞金ランク9位。
1987年、Ｑtaiクイーンズで通算9アンダー、2位・小林法子に3打差で優勝。日本女子プロは吉川なよ子とのマッチレースとなった。最終日は首位・永田、2打差2位・吉川で迎えたものの吉川が6番からの4連続バーディーなどで逆転。永田が11番からの5ホールで4バーディーと再逆転するも17、18番の連続ボギーを叩いて7アンダーで並びプレーオフに。3ホール目のパー5で吉川がバンカーに捕まりダブルボギー。ボギーでまとめた永田が公式戦初優勝を飾り、前年の雪辱を果たした。西海国立公園女子オープンゴルフトーナメントでは通算5オーバー、2位・戴玉霞に1打差で優勝。賞金ランクは自己最高の7位。
1988年、中京テレビ・ブリヂストンレディスオープンでは通算1アンダーで吉川、戴、中島エリカと並んだ4人プレーオフを制し優勝。賞金ランク14位。
1989年、ダンロップレディスオープンゴルフでは谷福美にプレーオフで敗れた。賞金ランク15位。1990年、1991年は優勝なし。
1992年、中京テレビ・ブリヂストンレディスオープンでは14位タイで迎えた最終日に自己ベストスコア66を記録し通算4アンダー、2位・安井純子に1打差で同大会2度目の優勝。賞金獲得額3,679万円余で自己最高。賞金ランク13位。
1993年、ミヤギテレビ杯女子オープンゴルフトーナメントでは通算11アンダー、2位・中野晶に10打という大差で優勝。賞金ランク16位。
1994年以降、レギュラーツアー優勝からは遠ざかった。
2006年、レジェンズツアーで優勝。

## 成績

### JLPGAツアー優勝 (7)
| No. | 日程              | 大会名                                   | スコア                | 2位との差  | 2位（タイ）                  |
| --- | ----------------- | ---------------------------------------- | --------------------- | ---------- | ---------------------------- |
| 1   | 1987年7月18-20日  | 週刊女性・JUNON女子オープン              | －6 (70-69-71=210)    | 3打差      | 鈴木志保美                   |
| 2   | 1987年8月7-9日    | Ｑtaiクイーンズ                          | －9 (68-73-69=210)    | 3打差      | 小林法子                     |
| 3   | 1987年9月10-13日  | 日本女子プロゴルフ選手権大会             | －7 (70-67-72-72=281) | プレーオフ | 吉川なよ子                   |
| 4   | 1987年11月13-15日 | 西海国立公園女子オープン                 | +5 (76-73-72=221)     | 1打差      | 戴玉霞                       |
| 5   | 1988年5月20-22日  | 中京テレビ・ブリヂストンレディスオープン | －1 (70-70-75=215)    | プレーオフ | 吉川なよ子 戴玉霞 中島エリカ |
| 6   | 1992年5月22-24日  | 中京テレビ・ブリヂストンレディスオープン | －4 (72-74-66=212)    | 1打差      | 安井純子                     |
| 7   | 1993年9月24-26日  | ミヤギテレビ杯女子オープン               | －11 (70-68-67=205)   | 10打差     | 中野晶                       |

※太字は公式戦

## 人物
- 身長154cm。血液型B型。ソフトボールも経験がある。